# 참개구리속
참개구리속은 개구리과의 하위 분류이다.

## 하위 종

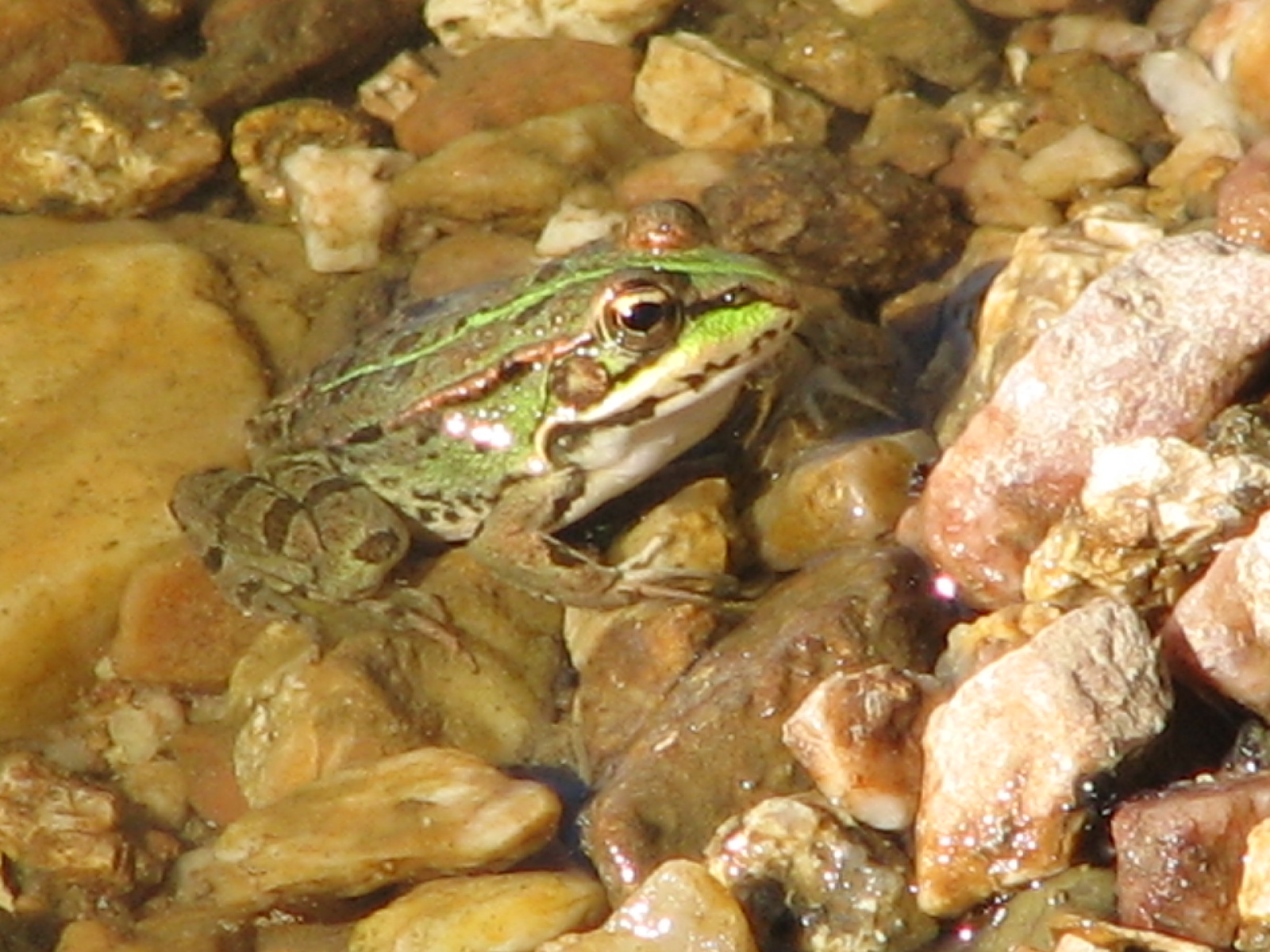

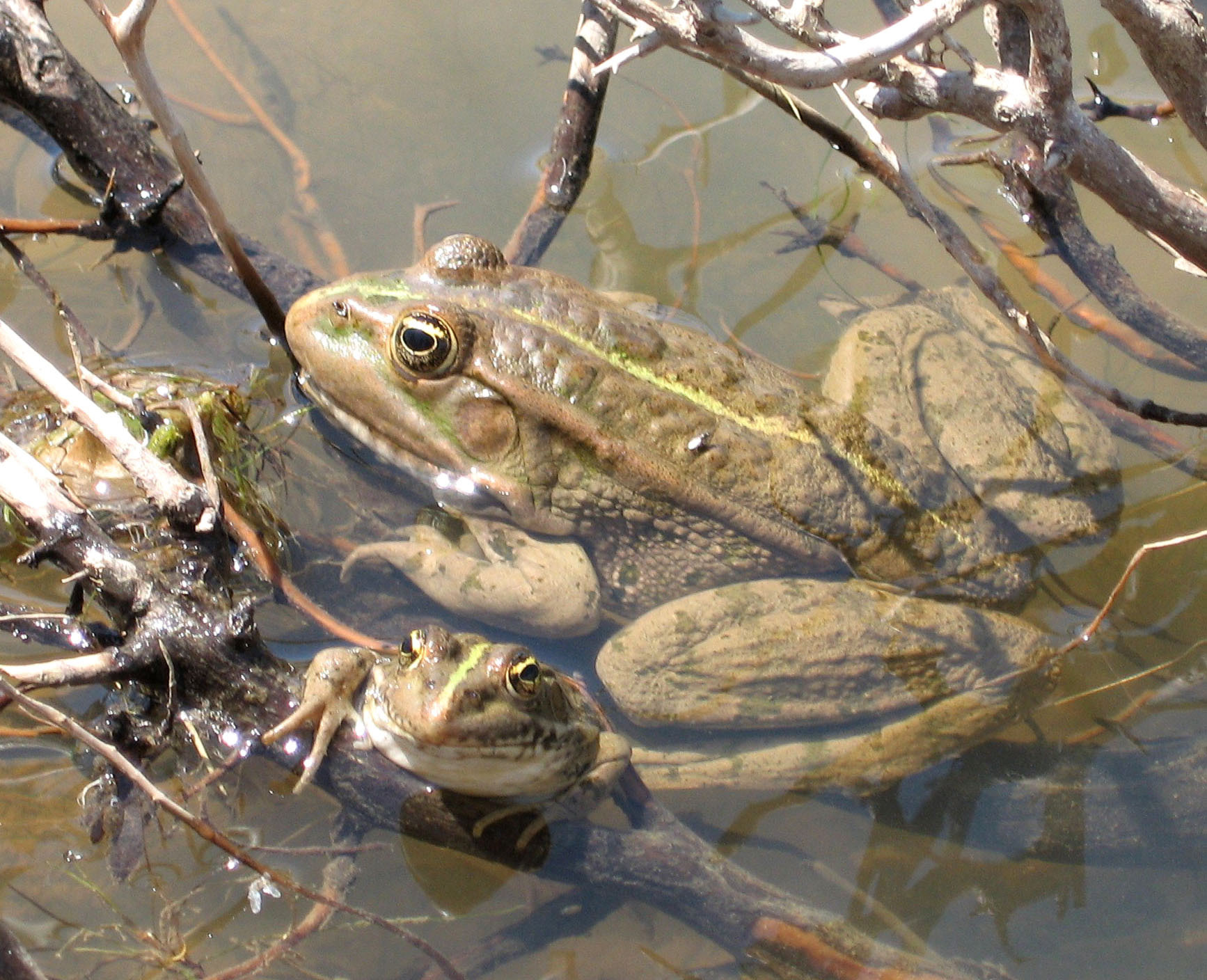

- 금개구리
- 참개구리
- 사하라개구리
- 웃는개구리